# Kamsarmax
Il termine Kamsarmax identifica quelle navi, quasi esclusivamente utilizzate per il trasporto della bauxite, che possono accedere al porto di Kamsar in Guinea. I limiti dimensionali sono costituiti dalla lunghezza che non deve superare i 229 m.